# ФК Бангор Сити
ФК Бангор Сити (на английски: Bangor City Football Club; на уелски: Clwb Pêl-droed Dinas Bangor, Клуб Пеел-дройд Динас Бангор) е уелски футболен клуб, базиран в едноименния град Бангор. Играе мачовете си на стадион Нанпорт.

## Успехи
Шапмион на Уелс през сезон 1993 – 1994 и 1994 – 1995 г. В европейските клубни турнири дебютира през 1962 – 1963 г. в турнира на Лига Европа. През сезон 2003 г. дебютира в Интертото.